# Burjatischer Volkschural
Der Burjatische Volkschural (burjatisch Буряад Уласай Арадай Хурал, transkribiert Burjaad Ulasai Aradai Chural; russisch Народный Хурал Республики Бурятия, transkribiert Narodny Chural Respubliki Burjatija) ist die Legislative im Einkammersystem der Republik Burjatien, die ein Föderationssubjekt innerhalb der Russischen Föderation bildet.

## Namensherkunft
Als Kurultai wurde im Mongolischen Reich die Fürstenversammlung bezeichnet, auf welcher die Stammesführer ernannt und die Feldzüge geplant wurden. So wurde zum Beispiel Dschingis Khan 1206 auf einem Kurultai zum Großkhan der Mongolen gewählt. Mehrere mongolische Staaten beziehungsweise Gliedstaaten bezeichnen ihre Parlamente in der mongolischen Tradition mit dem an das Wort Kurultai angelehnte Wort Chural. So heißen zum Beispiel das Parlament der Mongolei und das Parlament Kalmückiens Großer Staats-Chural beziehungsweise Kalmückischer Volkschural. Durch die Titularnation der Burjaten, welche ebenfalls ein mongolisches Volk sind, wurde als Bezeichnung des Parlaments von Burjatien ebenso die Bezeichnung Chural gewählt.

## Geschichte
Die erste Wahl des Burjatischen Volkschurals fand 1994 statt. Am 21. Juli 1994 fand die erste Sitzung des Parlaments statt. Nach der Wahl 1998 wurde am 20. Juli 1998 der zweite Volkschural einberufen. Im Jahr 2002 fand die dritte Wahl statt, die erste Sitzung des neuen Parlaments war am 22. Juli 2002. Der vierte Volkschural wurde 2007 gewählt, am 11. Dezember 2007. nach der fünften Wahl 2013 fand die eröffnende Sitzung am 17. September 2013 statt. Am 9. September 2018 wurde das aktuelle Parlament gewählt; am 19. September 2018 trat es erstmals zusammen.
Dabei wurde auch der aktuelle Parlamentsvorsitzende Wladimir Anatoljewitsch Pawlow neu gewählt. Zuvor war Michail Innokentjewitsch Semjonow in den ersten beiden Legislaturperioden Parlamentsvorsitzender, die Amtszeit von Alexander Gombojewitsch Lubsanow umfasste die dritte Legislaturperiode. Matwei Matwejewitsch Gerschewitsch war neben der vierten Legislaturperiode auch in der fünften Legislaturperiode zunächst Parlamentspräsident, wurde jedoch ab dem 28. August 2015 durch Zyren-Daschi Erdynejewitsch Dorschijew abgelöst, welcher die fünfte Legislaturperiode zu Ende führte. Matwei Matwejewitsch Gerschewitsch trat am 23. April 2015 freiwillig zurück, nachdem er von den Abgeordneten unter Druck gesetzt wurde, die Ablösung des Parlamentsvorsitzenden auf die Tagesordnung zu setzen.

## Zusammensetzung
Bei den Wahlen des Volkschurals werden die 66 Sitze mit zwei unterschiedlichen Wahlsystemen gewählt. 33 Sitze werden in einer Mehrheitswahl in 33 Wahlkreisen gewählt, während die anderen 33 Sitze über eine Verhältniswahl vergeben werden. Jeder Wähler hat demnach zwei Stimmen. Zum einen wählt er einen Kandidaten für seinen Wahlkreis. In jedem der 33 Wahlkreise gibt es einen Kandidaten, der in den Volkschural einzieht. Bei der Listenwahl kann jeder Wähler eine zweite Stimme für eine Wahlliste einer Partei abgeben. Die 33 Verhältniswahlmandate werden entsprechend der prozentualen Verteilung auf die Parteien aufgeteilt, es besteht eine Fünf-Prozent-Hürde. Die Listenwahl ist unabhängig von der Mehrheitswahl. So kann zum Beispiel eine Partei mithilfe vieler Direktmandate in der Mehrheitswahl mehr Sitze im Volkschural haben als eine Partei mit mehr Stimmen in der Verhältniswahl – es gibt keine Ausgleichsmandate oder Überhangmandate.

## Vertretung im Föderationsrat
Vertreter der Legislative Burjatiens im Föderationsrat ist Alexander Georgijewitsch Warfolomejew, welcher am 19. September 2018 sein Amt angetreten hat. Seine Amtszeit dauert regulär bis September 2023, wenn der Burjatische Volkschural nicht vorher aufgelöst wird. Neben einem Vertreter der Legislative ist auch ein Vertreter der Exekutive Mitglied im Föderationsrat.